# 경찰관 (1979년 영화)
《경찰관》은 1979년에 개봉한 대한민국의 영화이다.

## 캐스팅
- 장동휘
- 한소룡
- 유지인
- 문정숙
- 도금봉
- 방수일
- 신무일
- 김영인
- 한국남
- 최재호
- 황건
- 박춘화
- 윤순홍
- 한태일
- 한명환
- 오영화
- 이현미
- 민희
- 강인애
- 김기종
- 심상철
- 최삼
- 최석
- 곽건
- 최일
- 윤일주
- 최성관
- 김기범
- 김대현
- 조성구
- 박용범
- 전숙
- 박예숙
- 임예심
- 정미경
- 석인수
- 김애라
- 김경란
- 배진희